# Cerro Torre
Pour les articles homonymes, voir Cerro.
Le cerro Torre est un sommet de Patagonie, situé à la frontière entre l'Argentine et le Chili. Le sommet ou pic est le plus élevé d'une chaîne de quatre sommets : le cerro Torre, la Torre Egger, la punta Herron, et le cerro Standhardt.
Longtemps il fut considéré comme la montagne la plus difficile à gravir au monde. En effet, quel que soit l'endroit d'où l'on tente l'ascension, il faut escalader une paroi granitique de 800 mètres de haut qui aboutit à une calotte de glace inconsistante recouvrant la cime ; à cela s'ajoutent les conditions climatiques extrêmes et la variabilité de la météo qui rendent très difficile la planification d'une ascension de plusieurs jours.
En 1991, Werner Herzog en a fait un film intitulé Cerro Torre: Schrei aus Stein (Cerro Torre, le cri de la roche) consacré presque entièrement à cette montagne.
Outre la difficulté de l'ascension, la marche d'approche vers les pentes du cerro Torre constituait également un obstacle pour les alpinistes en raison de l'éloignement de toute civilisation, des fleuves souvent en crue à franchir et des forêts à traverser.

## Géographie

### Situation

Carte du massif du Fitz Roy et du cerro Torre.

Le cerro Torre est situé dans le parc national Los Glaciares, à cheval sur la frontière entre le Chili et l'Argentine. Il s'élève à cinq kilomètres au sud-ouest du Fitz Roy. Le cerro Torre culmine à 3 102 mètres d'altitude et se trouve dans le champ de glace Sud de Patagonie à environ 50 km au nord du parc national Torres del Paine. Le cerro Torre est une aiguille, c'est-à-dire un monolithe compact surplombant le glacier Torre à plus de 1 200 m au-dessus de la calotte glaciaire du champ de glace Sud de Patagonie qui forme le rebord oriental de la montagne. Les sommets voisins sont plus petits mais tout aussi impressionnants : la Torre Egger et le cerro Standhart ont une altitude de 2 800 m.

### Climat
Le massif du Fitz Roy et du cerro Torre forme une barrière entre le champ de glace Sud de Patagonie à l'ouest et la pampa sèche à l'est et présente un grand nombre de microclimats d'intensité variable avec un vent d'ouest dominant et persistant, des précipitations extrêmement variables au sein du massif et des températures plutôt froides.
Les vents d'ouest, caractéristiques des climats patagoniens, sont particulièrement puissants et presque constants au niveau du massif, notamment en été, accentués par la transition entre le hielo continental et la pampa. Ainsi, dans la vallée du río Eléctrico, au nord du massif, le vent peut être de 100 km/h tout au long de la journée, avec des rafales atteignant 180 km/h. Louis Lliboutry distingue trois formes de ce vent d'ouest : un vent froid du nord-ouest apportant des averses durant l'été, un vent d'ouest amenant d'abondantes précipitations tout au long de l'année et un vent tempéré du sud-ouest apportant le beau temps.
En ce qui concerne la pluviométrie, le massif est une zone de transition rapide, les précipitations variant énormément entre les versants est et ouest. Le versant occidental reçoit d'abondantes précipitations venant de l'océan Pacifique, pouvant dépasser les cinq mètres par an. Le versant oriental, en revanche, est influencé par la pampa argentine, le village d'El Chaltén recevant environ 85 cm de précipitations par an.
Louis Lliboutry dénombre six climats locaux différents, dus aux différences de précipitations et au relief accidenté : pampa sèche ensoleillée et ventée, marais tempérés, forêts ventées, vallée humide, froide et ventée, glacier bas, relativement peu froid, peu venté et pluvieux et enfin Hielo Continental froid, neigeux et venteux.

## Ascensions

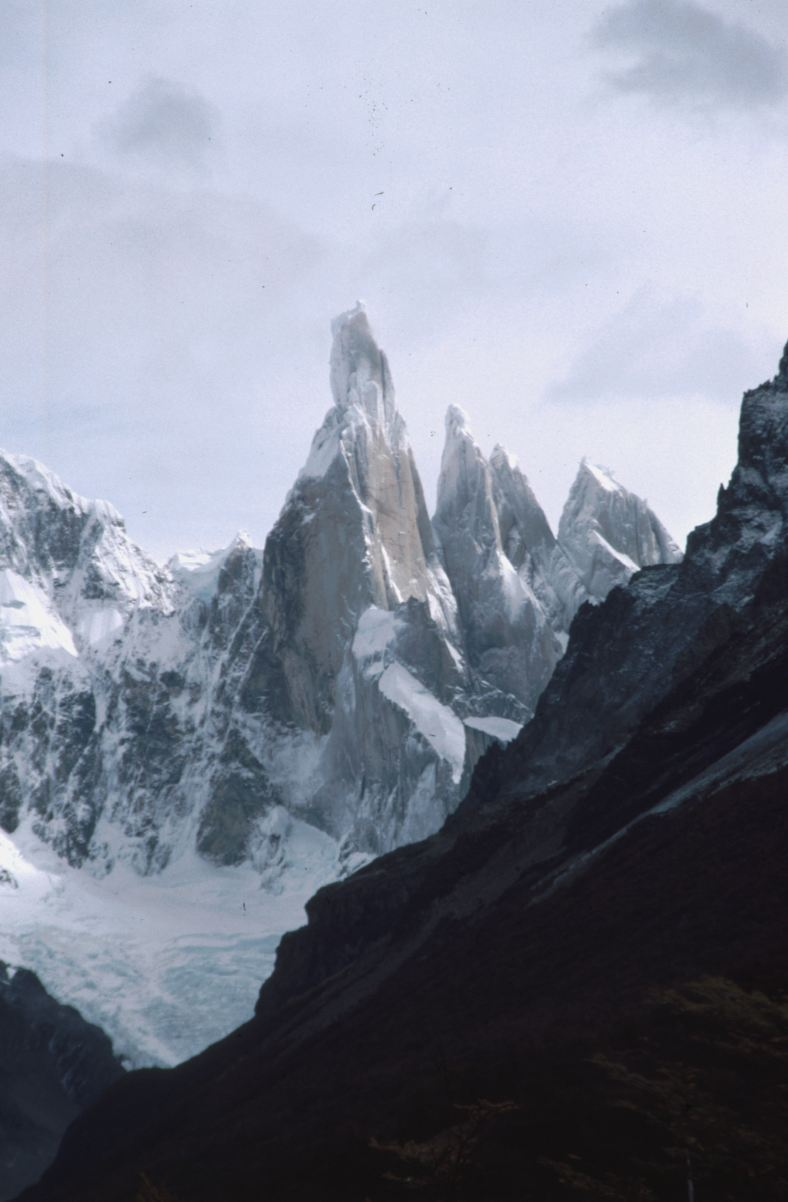
Cerro Torre

Le cerro Torre se caractérise par la verticalité continue de ses murs lisses de granite s'élevant en flèche et se couvrant de givre spongieux, par l'énorme champignon de glace inconsistante couvrant son sommet, et par son exposition fréquente à des conditions météorologiques extrêmes. Ces caractéristiques rendent l'ascension du cerro Torre particulièrement difficile.

### Expéditions italiennes de l'été 1957-1958
L'été 1957-1958 fait l'objet de deux expéditions d'origine italienne, dont une incluant Walter Bonatti et Carlo Mauri et l'autre Cesare Maestri, surnommé « l'araignée des Dolomites », et dirigée par Bruno Detassis. La première expédition gravit trois cents mètres de la paroi ouest du cerro Torre et doit renoncer face à la difficulté de l'ascension et au manque de moyens ; quelques jours après Walter Bonatti et Carlo Mauri réalisent la première ascension du cerro Adela. La seconde expédition, installée du côté oriental de la montagne, n'attaque même pas les pentes verticales du cerro Torre à la suite de la décision du chef d'expédition, Bruno Detassis, de renoncer car il estime que « le Torre est une montagne impossible » et ne veut pas risquer la vie des membres de l'expédition. Cette expédition gravit également le cerro Adela mais Cesare Maestri et Luciano Eccher croisent à quelques mètres du sommet Walter Bonatti et Carlo Mauri qui viennent de réaliser la première.

### Première ascension, très controversée (1959)
Début 1959, Cesare Maestri retourne au cerro Torre avec l'alpiniste autrichien Toni Egger et Cesarino Fava qui l'accompagnent. Le 28 janvier 1959, après avoir équipé les 300 premiers mètres de la paroi est de cordes fixes, les trois alpinistes quittent leur camp et partent vers le sommet. Cesare Fava, qui n'a pas le niveau technique de ses compagnons, redescend les attendre au pied de la montagne tandis que Cesare Maestri et Toni Egger continuent l'ascension. Ils sont pris par le mauvais temps. À la descente, Toni Egger disparaît le 2 février emporté par une avalanche de glace. Cesare Fava retrouve le lendemain Cesare Maestri gisant, mais vivant, au pied de la paroi. Cesare Maestri racontera l'ascension et expliquera avoir atteint le sommet avec Toni Egger le 31 janvier 1959, profitant d'une couche de glace recouvrant le rocher, en empruntant une voie parcourant la face est puis la face nord. Les photos de l'ascension ont disparu avec Toni Egger. Cette première est saluée en 1961 par Lionel Terray dans son livre Les conquérants de l'inutile comme « la plus grande victoire de toute l'histoire de l'alpinisme ».
Cependant cette première ascension est très largement controversée et n'a certainement jamais eu lieu. Dès la fin des années 1960, les observateurs relèvent des incohérences dans les récits de Cesare Maestri et de Cesare Fava. Entre 1959 et 1961, Cesare Maestri a indiqué successivement trois lignes d'ascension différentes ; les tentatives de répétition échouent et leurs auteurs font état dans la partie supérieure de difficultés bien plus grandes que celles décrites par Cesare Maestri ; ils constatent des pentes inclinées de 80° à 90° dans la face nord, là où Cesare Maestri parle de pentes de 45° à 60° ; la couche de glace miraculeuse qui aurait facilité l'ascension est en fait friable et doit être déblayée pour parvenir à grimper ; la difficulté de l'ascension paraît incompatible avec les techniques d'escalade de la fin des années 1950 ; à l'inverse, les auteurs des tentatives ultérieures trouvent des passages faciles là où Cesare Maestri avait relaté des difficultés extrêmes,. Aucun piton, aucune preuve du passage de Toni Egger et Cesare Maestri ne sont trouvés au-delà du dépôt de matériel situé 300 mètres au-dessus du glacier,. Fort de ces éléments, Charlie Buffet conclut en 2006 : « Aujourd'hui, le dernier doute est levé : il ne reste aucune chance que Cesare Maestri et Toni Egger aient pu gravir le cerro Torre avec vingt ans d'avance sur l'histoire ».

### Autres tentatives
En 1968, les Britanniques Martin Boysen, Mick Burke, Peter Crew, Dougal Haston et l'Argentin José Luis Fonrouge font demi-tour sur l’arête sud-est. Ils expriment des doutes sur l'ascension de 1959.
En 1970, une expédition italienne menée par Carlo Mauri et à laquelle participe Casimiro Ferrari tente l'ascension par le versant ouest, versant où Carlo Mauri avait déjà effectué une tentative en 1958 avec Walter Bonatti. L'expédition parvient à 250 mètres du sommet.

### Voie du compresseur (1970)

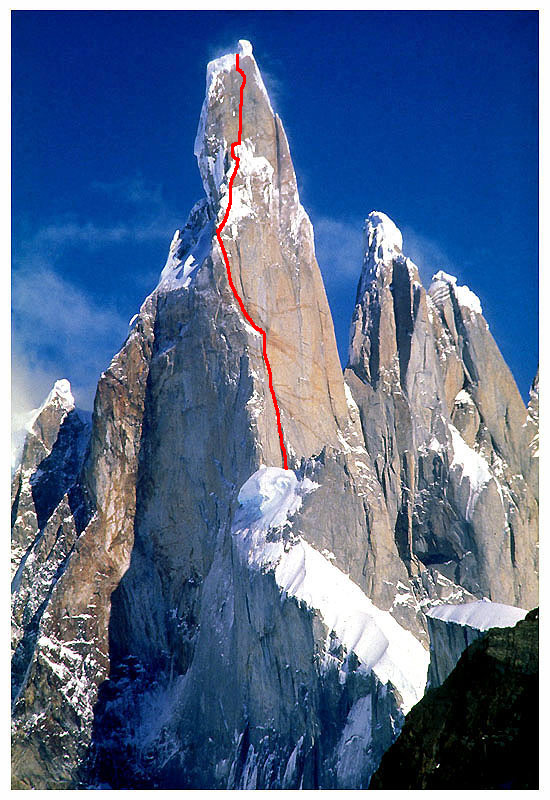
Tracé de la voie du compresseur.

Face à la controverse grandissante sur son ascension de 1959, Cesare Maestri décide de retourner au cerro Torre et de le gravir par une nouvelle voie empruntant cette fois l'arête sud-est ; il choisit d'utiliser une perceuse et un compresseur pour poser ses pitons à expansion. Il tente l'ascension en juin 1970, en plein hiver austral, en compagnie de Carlo Claus, Ezio Alimonta et Pietro Vidi. Mais, malgré leurs efforts, le froid et le mauvais temps ne leur permettent pas de réussir et ils échouent à 450 mètres du sommet.
Cesare Maestri, Carlo Claus et Ezio Alimonta renouvellent leur tentative l'été suivant. Ils retrouvent leur compresseur là où ils l'avaient laissé et poursuivent leur escalade réalisée au moyen d'étriers accrochés sur les pitons fixés dans les trous percés tous les mètres grâce à la perceuse et au compresseur. Le 2 décembre 1970, au terme d'une ascension épuisante, en raison notamment du poids du compresseur (180 kg), ils parviennent à la limite entre le rocher et le champignon de glace sommital. Ils ne montent pas sur le champignon mais Cesare Maestri considère avoir atteint le sommet et affirmera plus tard : « la montagne s'arrête aux derniers rochers. La calotte va et vient ».
Dans son livre Cerro Torre La montagne impossible, Reinhold Messner raconte que Cesare Maestri, qui s'apprête à descendre, apprend que des alpinistes espagnols sont sur le point de répéter la voie qu'ils viennent de réussir. Pris d'un accès de fureur, Cesare Maestri arrache alors sur toute la dernière longueur les pitons qu'il avait installés, avant que ses compagnons de cordée ne réussissent à le raisonner.
En 2012, une controverse, naît du déséquipement de la voie. Jason Kruk et Hayden Kennedy, après avoir réalisé la voie en utilisant 2 ou 5 points, décident de déséquiper la voie.
« Maestri’s actions were a complete atrocity. His use of bolts and heavy machinery was outrageous, even for the time. The Southeast Ridge was attainable by fair means in the 70s, he stole that climb from the future. »
— Jason Kruk et Hayden Kennedy, Rock & Ice.

« L'action de Maestri était une atrocité complète. Son utilisation des spits et de la machinerie lourde était un outrage, même à cette époque. L'arête sud-est était atteignable de façon éthique dans les années 1970. Il a volé cette ascension aux futures générations. »

— Jason Kruk et Hayden Kennedy

### Première ascension incontestée (1974)
Fin 1973, Casimiro Ferrari dirige une expédition à laquelle participent Pierlorenzo Acquistapace, Gipi Alippi, Daniele Chiappa, Mario Conti, Claudio Corti, Giuseppe Lafranconi, Mimmo Lanzetta, Sandro Liati, Pino Negri, Ernesto Panzeri et Angelo Zoia. Ils tentent l'ascension par la face ouest, celle de Walter Bonatti et Carlo Mauri en 1959 et par laquelle Casimiro Ferrari, déjà, avait pu approcher le sommet en 1970. Casimiro Ferrari, Daniele Chiapa, Mario Conti et Pino Negri parviennent au sommet le 13 janvier 1974. Cette première ascension complète a lieu presque dans l'indifférence.

### Ascensions ultérieures
À partir de la fin des années 1970, les premières voies d'ascension sont répétées et de nouvelles voies sont ouvertes sur les différents versants du cerro Torre. En 1979, les Américains Jim Bridwell et Steven Brewer réalisent la première ascension en style alpin de l'arête SE par la voie du compresseur. Le 13 novembre 2005 le sommet est atteint pour la première fois en suivant une voie proche de celle de 1959 décrite par Cesare Maestri (la paroi est puis nord) par Ermanno Salvaterra, Rolando Garibotti et Alessandro Beltrami ; ils nomment leur voie El arca de los vientos (L'arche des vents),.
En 1985, Marco Pedrini réalise la première ascension en solo du cerro Torre par la voie du compresseur. Elle a été filmée et a fait l'objet d'un film de référence dans le milieu de l'alpinisme : Cerro Torre Cumbre, par Fulvio Mariani.

#### Premières ascensions en libre de l'arête sud-est
Le 16 janvier 2012, Hayden Kennedy et Jason Kruk atteignent le sommet « dans les règles de l'art » (expression utilisée pour décrire une utilisation raisonnable des pitons pour des raisons de sécurité et d'esthétique). À la descente ils retirent 120 pitons de Maestri dans la voie du Compresseur.
Quatre jours plus tard, accompagné de Peter Ortner, David Lama a gravi entièrement en libre ce pilier sud-est. Il a seulement suivi la voie du Compresseur sur ses derniers 100 mètres – le Headwall.

### Difficultés des voies d'ascension
- Difficulté (face ouest) : ED+, 57 longueurs en glace jusqu'à 85°, par endroit en rocher
- Difficulté (arête sud-est) : ED, 37 longueurs en rocher, 6c (6a obligatoire)
- Difficulté (face est, Directissime de l'enfer) : ED+, 30 longueurs en rocher, 8+, jusqu'à 90°
- Difficulté (face sud) : ED+, 1 000 m en mixte jusqu'à 75° en glace et 7 en rocher
- Difficulté (face sud-ouest, À la recherche du temps perdu) : ED+, 750 m en glace, jusqu'à 90°